# Oluf Bang (genealog)
Oluf Bang, född 7 augusti 1710 i Hillerød, död 8 juli 1783, var en dansk genealog.
Bang, som var klockare i Köpenhamn, stiftade Det genealogisk-heraldiske selskab och utgav 1743–1747 Samling af opbyggelige og nyttige materier, vilket arbete innehåller viktiga historiska bidrag.